# فتح‌الله میرزا شعاع‌السلطنه
فتح‌الله میرزا شعاع‌السلطنه، (زادهٔ ۱۲۲۶ در طهران – درگذشتهٔ ۱۲۸۶ هجری قمری در طهران) پسر سی و پنجم فتحعلی‌شاه قاجار و پدر شکوه‌السلطنه، مادر مظفرالدین‌شاه بود.
در سال ۱۲۵۰ هجری قمری، هنگامی که محمدشاه قاجار، پس از مرگ فتحعلی‌شاه، از آذربایجان رهسپار طهران شده بود، تا بر اریکهٔ سلطنت تکیه زند، شعاع‌السلطنه، که در این زمان حکومت زنجان را داشت، با سیورسات و پیشکشی بسیار، در میان راه به نزد محمدشاه شتافت و این هدایا را پیشکش پادشاه جدید نمود. محمدشاه از این تملق وی خوشش آمد و او را دوباره به حکومت زنجان منصوب نمود.
وی در سال ۱۲۵۲ هجری قمری به والی‌گری (حکومت) همدان منصوب شد.
شعاع‌السلطنه شهربانو خانم دختر ابراهیم‌خان قاجار قوانلو را که از دختر ابومحمدخان بسطامی بود به زنی گرفت و صاحب سه فرزند شد:
1. شکوه‌السلطنه
2. نورالدّهر میرزا
3. ابراهیم میرزا